# Louis-Léopold Boilly
Pour les articles homonymes, voir Boilly.
Louis-Léopold Boilly né le 5 juillet 1761 à La Bassée et mort le 4 janvier 1845 à Paris est un peintre, miniaturiste et lithographe français.
Créateur de portraits populaires de petit format, il a également produit un grand nombre de scènes de genre documentant la vie sociale de la classe moyenne française et de la vie parisienne dans les années qui suivent la Révolution française. Sa vie et son œuvre couvrent les périodes de la Monarchie, de la Révolution française, du Premier Empire, de la Restauration des Bourbons et de la monarchie de Juillet.
Son tableau de 1800, Un trompe-l'œil, a introduit le terme trompe-l'œil, appliqué à la technique qui utilise des images réalistes pour créer l'illusion d'optique que les objets représentés existent en trois dimensions, bien que la technique « sans nom » elle-même ait existé depuis l'époque grecque et romaine.

## Biographie

### Jeunesse et formation
Né en 1761, à La Bassée dans le nord de la France, à une vingtaine de kilomètres de Lille, dans un milieu modeste, Louis-Léopold Boilly est le fils d'un sculpteur sur bois local.
Peintre autodidacte, Boilly commence sa carrière très jeune, réalisant ses premières œuvres à l'âge de douze ou treize ans. En 1774, il commence à montrer son travail aux Augustins de Douai qui sont visiblement impressionnés : trois ans plus tard, l'évêque d'Arras l'invite à travailler et à étudier dans son diocèse où il s'initie  à Douai à la peinture auprès de Charles-Alexandre-Joseph Caullet jusqu'à l'âge de 17 ans, et où il produit une série de peintures – environ trois cents petits portraits. Il étudie ensuite la peinture en trompe-l'œil à Arras auprès de Dominique Doncre, avant de s'établir à Paris vers 1787.

### Période révolutionnaire
Pour vivre, il se fait portraitiste. Entre 1789 et 1791, il exécute une série de commandes pour le collectionneur avignonnais Esprit Calvet,. Sa première manière rappelle le style sentimental ou moralisateur de Greuze et de Fragonard au XVIIIe siècle, genre auquel il intègre peu à peu la précision des maîtres hollandais du siècle précédent, dont il possède une importante collection.
Il expose pour la première fois au Salon de 1791 et se fait connaître tant pour ses portraits et ses peintures en trompe-l'œil que pour ses scènes de genre aux thèmes galants ou grivois. En 1794, au plus fort de la Terreur, il est dénoncé par le peintre Jean-Baptiste Wicar, révolutionnaire puritain ; la Société populaire et républicaine des Arts menace de le faire poursuivre pour obscénité par le Comité de salut public. Pour sa défense, il invite les agents du Comité à venir dans son atelier et leur montre une série de toiles sur des sujets patriotiques, dont un Triomphe de Marat (aujourd'hui au musée des Beaux-Arts de Lille), exécuté à l'occasion du concours de l'an II organisé par le gouvernement révolutionnaire.

### Accès à la notoriété
Ses peintures, minutieusement observées et exécutées, reflètent toute la diversité de la vie urbaine, ses costumes et ses coutumes, entre la période révolutionnaire et la Restauration. Elles sont très appréciées par le public du Salon, qui lui attribue une médaille d'or en 1804 pour L'Arrivée d'une diligence dans la cour des Messageries. En juin 1802, il produit un portrait sur pierre lithographique figurant Jean Théodore Susemihl, planche considérée comme l'une des premières produites en France.
En 1823, Boilly produit une série de lithographies humoristiques intitulée Les Grimaces. Il est nommé chevalier de la Légion d'honneur et devient membre de l'Institut de France en 1833. Il devient riche grâce à la vente de ses gravures et de ses peintures.
Son œuvre, qui compte au total environ 4 500 portraits (dont seulement le dixième nous est parvenu) et 500 scènes de genre, passe de mode après la Restauration. Elle est de nouveau appréciée aujourd'hui, notamment pour son intérêt documentaire. Boilly est certainement le seul peintre opposant aux régimes révolutionnaires, de la Terreur à l'Empire. Il peint la vie quotidienne et paisible des petites gens et des plus grands quand la peinture officielle vante les batailles ou le Sacre de Napoléon Ier. Sa seule guerre à lui est autour d'un billard et oppose des jeunes femmes à des hommes perplexes.
Marié en 1787 à Marie-Madeleine Desligne, puis après son veuvage en 1795 à Adélaïde-Françoise Leduc, il aura six fils. Trois d'entre eux, Julien Léopold (1796–1874), Édouard (1799–1854) et Alphonse Léopold (1801–1867), sont également artistes. Son plus jeune fils, Alphonse, est un graveur professionnel qui a fait son apprentissage à New York auprès d' Asher Brown Durand.
Il décède à Paris le 4 janvier 1845 et est enterré au cimetière du Père-Lachaise (23e division).

## Style

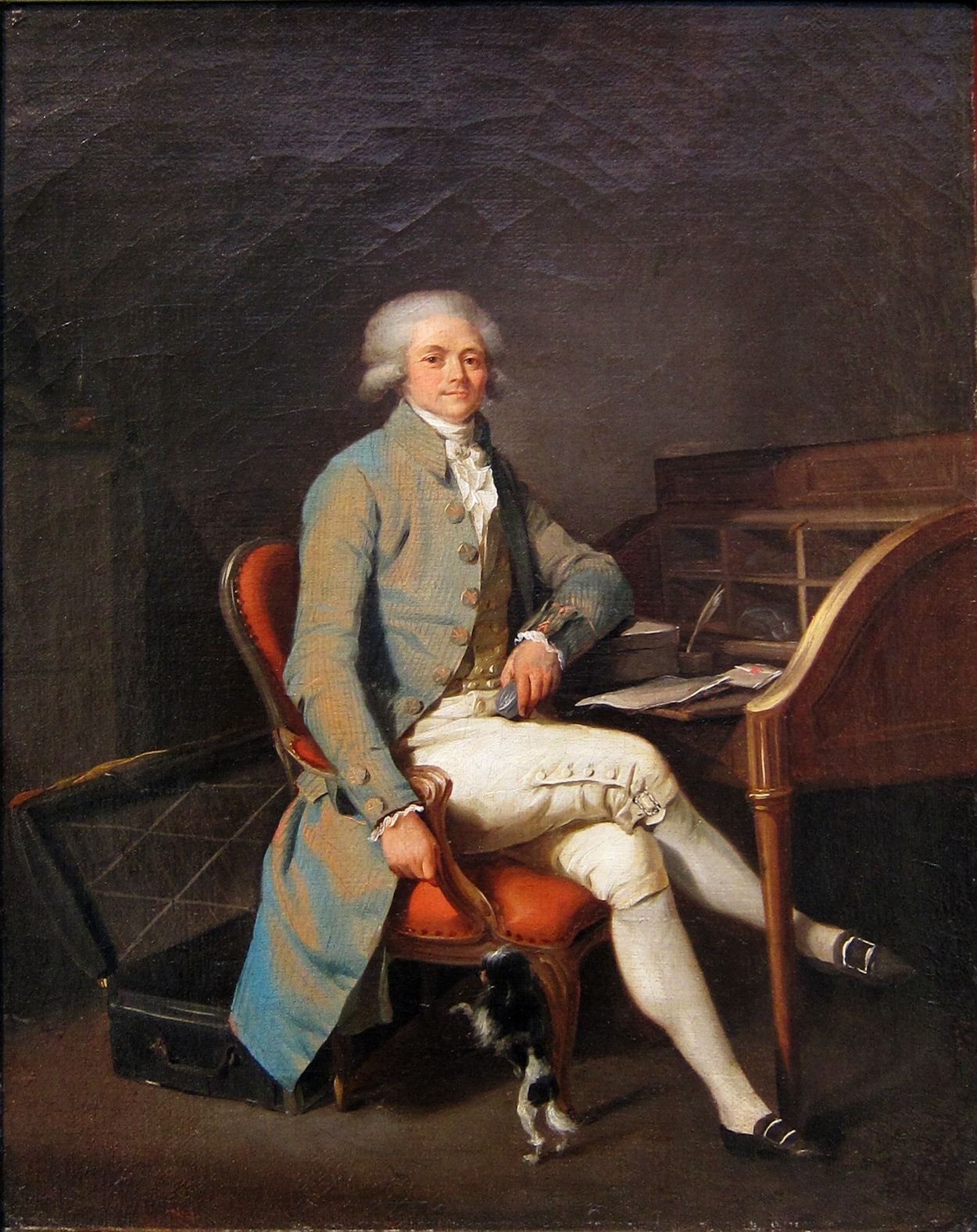
Robespierre, v. 1791, palais des Beaux-Arts de Lille.

Les premières œuvres de Boilly montrent une préférence pour les sujets amoureux et moralisateurs. Le Don du prétendant (v. 1790, Royal Scottish Academy est comparable à une grande partie de son œuvre des années 1790. Ses peintures de petit format, aux couleurs soigneusement maniérées et aux détails précis, rappellent le travail des peintres de genre hollandais du XVIIe siècle tels que Gabriel Metsu (1629-1667), Willem van Mieris et Gerard ter Borch (1617-1681), dont il possédait une importante collection.
Après 1794, il commence à produire des compositions beaucoup plus chargées, qui servent de chroniques sociales de la classe moyenne urbaine. Dans ces œuvres, son observation des coutumes contemporaines est légèrement sentimentale et souvent humoristique.
À la fin de sa vie, il a peint environ 5 000 portraits, dont la plupart sur des toiles mesurant 22 × 17 cm. Il travaille rapidement et se vante de n'avoir eu besoin que de deux heures pour terminer un portrait. Il  peint à la fois des modèles de la classe moyenne et d'éminents contemporains tels que Robespierre. Ses portraits  caractérisent fortement les modèles en tant qu'individus et sont généralement peints dans une gamme de couleurs sobres.

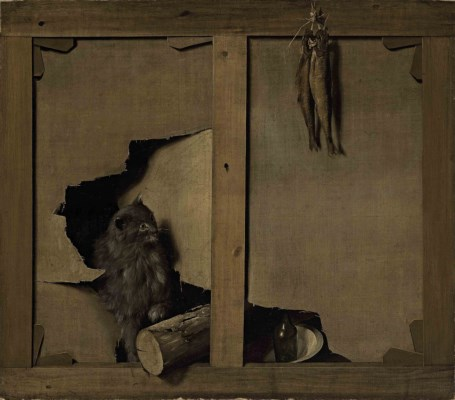
Trompe-l'oeil avec un chat et une bûche de bois à travers une toile, Paris, collection particulière.

Il utilise sa grande habileté à représenter les textures pour produire de nombreuses œuvres illusionnistes, y compris des peintures en grisaille qui imitent les gravures. Au Salon de 1800, il expose un tableau représentant des couches superposées d'estampes, de dessins et de papiers, recouvertes d'une feuille de verre brisé dans un cadre en bois. Son titre pour l'œuvre, Un trompe-l'œil, marque la première utilisation de ce terme pour décrire une peinture illusionniste. Bien que les critiques d'art tournent le tableau en dérision, le considérant comme un coup monté, il provoque une admiration populaire et le trompe-l'œil entre dans le langage comme nom pour un genre entier.
Son intérêt pour la caricature est particulièrement évident dans sa suite de 98 lithographies intitulée Recueil de grimaces, publiée entre 1823 et 1828.

## Œuvres dans les collections publiques

### Dates documentées
- La Famille Gohin, 1787, huile sur toile, 94 × 135 cm, Paris, musée des Arts décoratifs.
- Le Cadeau délicat, 1787, huile sur toile, 53 × 45 cm, Toulouse, Fondation Bemberg[17].
- La Lettre, 1787, huile sur toile, 53 × 45 cm, Toulouse, Fondation Bemberg[17].
- La Dentellière, v. 1789-1793, huile sur toile, 40,6 × 32,4 cm, Melbourne, National Gallery of Victoria, 2022.1529[18].
- L'Amusement de la campagne, v. 1789-1793, huile sur toile, 28 × 18,3 cm, Melbourne, National Gallery of Victoria, 2017.466[19].
- Les Malheurs de l'Amour, 1790, huile sur toile, 45 x 55 cm, Londres, Wallace Collection.
- Homme en buste, 1790-1800, huile sur ivoire, diam. 6,5 cm, Paris, musée du Louvre[20].
- Portrait de Maximilien Robespierre (vers 1791), Lille, palais des Beaux-Arts[21].
- Portrait du chanteur Simon Chenard en costume de sans-culotte, 1792, Paris, musée Carnavalet.
- Berthe Juliette Dubois vers 1802, huile sur toile, 22 × 17 cm, Paris, musée du Louvre[22].
- Études pour La Réunion d'artistes dans l'atelier d'Isabey, huile sur papier marouflé sur toile, Lille, palais des Beaux-Arts[23] :
  - Guillaume Guillon dit Lethière (1760-1832) et Carle Vernet (1758-1836), 43 × 37 cm ;
  - Louis Boilly (1761-1845) et Simon Chenard (1758-1832), chanteur comédien et ami de Boilly, 24 × 18 cm
  - Jean Duplessy-Bertaux (1747-1820), 18 × 15 cm ;
  - Portrait d'Antoine-Denis Chaudet (1763-1810), huile sur toile, 46 × 38 cm[24] ;
  - Portrait de François-Joseph Talma (1763-1826), tragédien, huile sur toile, 21 × 18 cm[25] ;
  - Portrait de Drolling, huile sur toile, 21 × 18 cm[26] ;
  - Portrait de Jean-François Van Dael (1764-1840), peintre de fleurs, huile sur toile, 46 × 38 cm[27].
- Réunion d'artistes dans l'atelier d'Isabey, 1798, huile sur toile, 72 × 111 cm, Paris, musée du Louvre[28].
- Femme peintre dans son atelier, 1800, huile sur toile, 56 × 63 cm, Schwerin, Staatliches Museum Schwerin[29].
- Portrait du compositeur François-Adrien Boïeldieu, vers 1800, huile sur toile, musée des Beaux-Arts de Rouen[30].
- Les Deux Sœurs, vers 1800, huile sur toile, 40,2 × 31,8 cm, Melbourne, National Gallery of Victoria, 2022.1530[31].
- Monsieur et Madame d’Aucourt de Saint-Just, 1800-1801, huile sur toile, 56 × 46 cm, palais des Beaux-Arts de Lille[32].
- L'Arrivée d'une diligence dans la cour des Messageries, 1803, huile sur bois, 62 × 185 cm, musée du Louvre[33].
- Autoportrait, vers 1805, huile sur toile, 45 × 38 cm, palais des Beaux-Arts de Lille[34].
- Trompe-l'œil au sous-verre avec le portrait du peintre Swebach, vers 1805, musée du Louvre[35].
- Portrait d'homme, 1806, huile sur toile, 21 × 16 cm, musée des Beaux-Arts de Bordeaux[36].
- Portrait de femme, 1806, huile sur toile, 22 × 17 cm, musée des Beaux-Arts de Bordeaux[37].
- Portrait de mademoiselle Athénaïs d’Albenas (1807), huile sur toile, 65 × 54 cm, Paris, Petit Palais[38].
- Le Jeu de Billard, 1807, huile sur toile, 56 × 81 cm, Saint-Pétersbourg, musée de l'Ermitage.
- Les Conscrits de 1807 défilant devant la porte Saint-Denis, 1808, huile sur toile, 45 x 138 cm, Paris, musée Carnavalet.
- Le Public regardant le « Couronnement » de David au Louvre, 1808, huile sur toile, 62 x 83 cm, New York, Metropolitan Museum of Art.
- Gabrielle Arnault, 1815, huile sur toile, 21 × 16 cm, Paris, musée du Louvre[39].
- Distribution de vin et de comestibles aux Champs-Élysées, 1822, huile sur toile, 97 x 122 cm, Paris, musée Carnavalet.
- Les Déménagements, 1822, huile sur toile, 73 x 91 cm, Chicago, Art Institute of Art.
- Mon Pied de bœuf, 1824, huile sur toile, 45 × 55 cm, palais des Beaux-Arts de Lille[40].
- Osages, 1827, estampe, 31,5 × 23,5 cm, La Rochelle, musée du Nouveau Monde[41].
- Les Osages, 1827, estampe, 31,5 × 23,5 cm, La Rochelle, musée du Nouveau Monde[42].
- Politiciens dans le jardin des Tuileries, 1832, huile sur toile, 50 × 60,5 cm, Saint-Pétersbourg, musée de l'Ermitage.
- Étude de trente-cinq têtes d'expression, vers 1825, huile sur bois, 19 × 25 cm, musée des Beaux-Arts de Tourcoing[43],[44].

### Dates non documentées
- Portrait de M. de Bonnegens, huile sur toile, 21,5 × 16,4 cm, Dijon, musée des Beaux-Arts[45].
- Portrait de femme, huile sur toile, 22,1 × 16,6 cm, Dijon, musée des beaux-arts de Dijon[45].
- Portrait d'homme, huile sur toile, 21,5 × 16,5 cm, Dijon, musée des beaux-arts de Dijon[45].
- Portrait de femme en bonnet de gaze, Dijon, musée Magnin.
- Portrait de Mélanie Waldor, dessin préparatoire, Dijon, musée Magnin.
- Portrait de la fille du général Barthélémy, huile sur toile, 31 × 24 cm, Gray, musée Baron-Martin.
- Portrait d'un capitaine à la première compagnie des mousquetaires, huile sur toile, 65 × 54 cm, Paris, musée Marmottan-Monet[46].
- Portrait de femme  (attribution), musée des Beaux-Arts de Beaune.
- La Main chaude, Châteauroux, musée Bertrand.

## Expositions
Une exposition majeure de son œuvre, The Art of Louis-Léopold Boilly: Modern Life in Napoleonic France, a voyagé aux États-Unis où elle a été présentée au Musée d'Art Kimbell de Fort Worth du 5 novembre 1995 au 14 janvier 1996 et à la National Gallery of Art de Washington du 4 février au du 28 avril 1996. Le palais des Beaux-Arts de Lille a consacré une grande exposition à l'œuvre de Boilly du 4 novembre 2011 au 6 février 2012.
- Hôtel de Sagan, Paris, 1930.
- Galerie Cailleux, Paris, 1951.
- Musée Marmottan, Paris, du 3 mai au 30 juin 1984.
- Palais des Beaux-Arts, Lille, du 23 octobre 1988 au 9 janvier 1989.
- National Gallery, Londres, du 28 février au 19 mai 2019.
- Saint Honoré Art Consulting, Paris, du 5 au 18 décembre 2019.
- Musée Cognacq-Jay, Paris, du 12 février au 26 juin 2022[49].

## Postérité

### Hommage
Une rue de Paris dans le 16e arrondissement porte son nom, rue dans laquelle se trouve le musée Marmottan Monet.

### Iconographie
- Louis-Denis Caillouette, Louis-Léopold Boilly , buste en plâtre, palais des Beaux-Arts de Lille[50]. Don de Julien Boilly en 1865[50].

## Galerie

Œuvres de Louis-Léopold Boilly
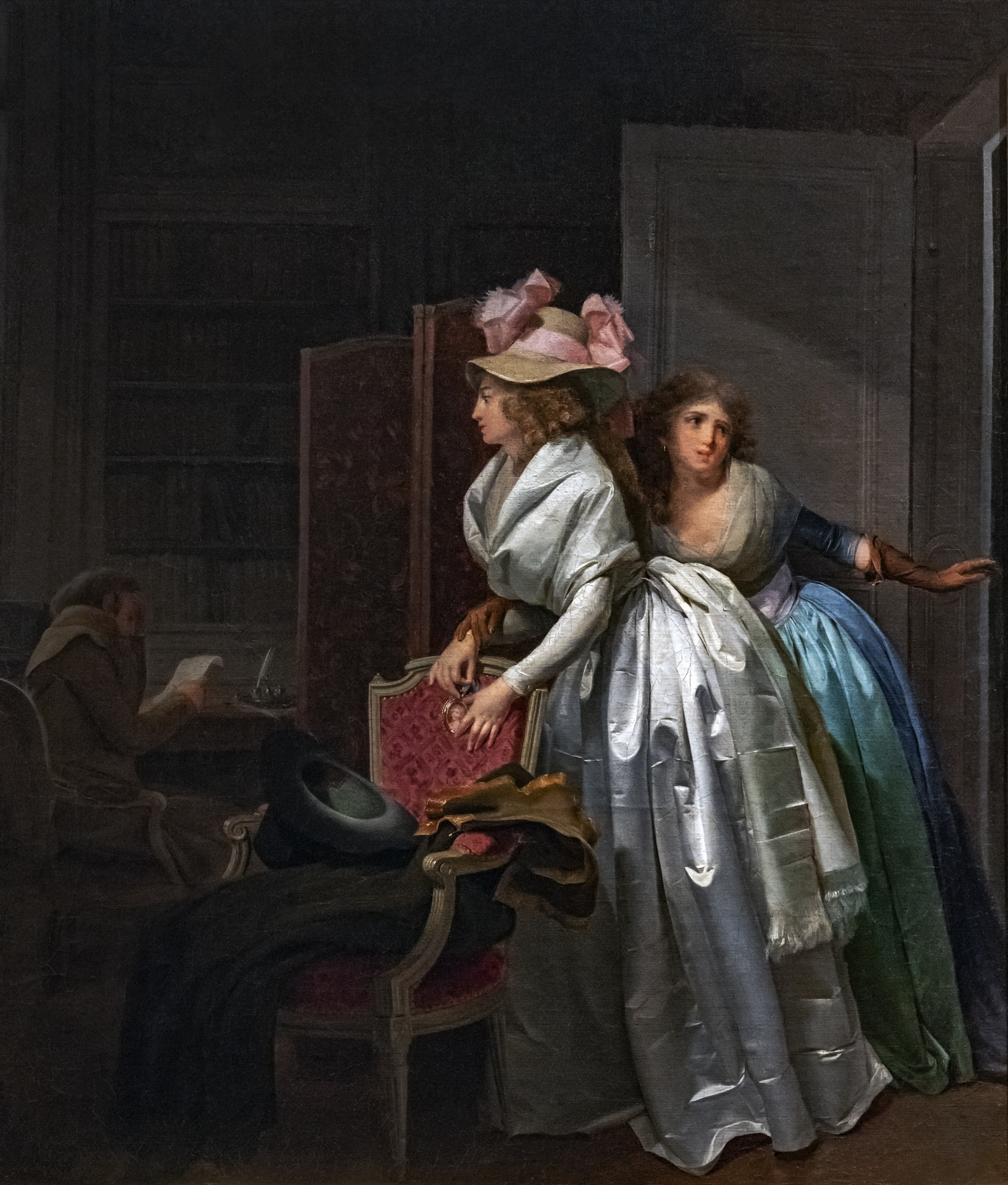
Le Cadeau délicat (1787), Toulouse, Fondation Bemberg.
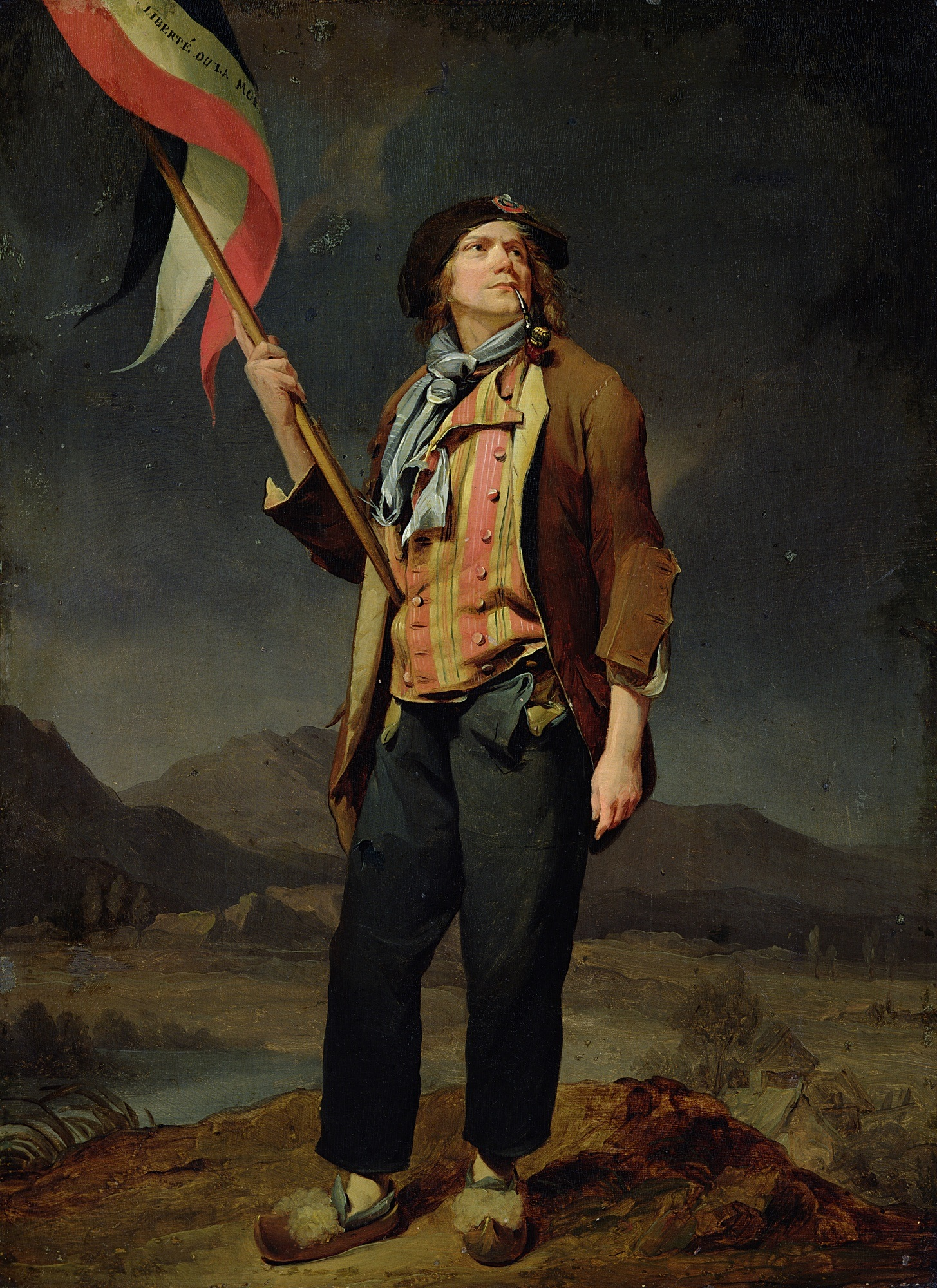
Le Chanteur Chenard en sans-culottes (1792), Paris, musée Carnavalet[51].
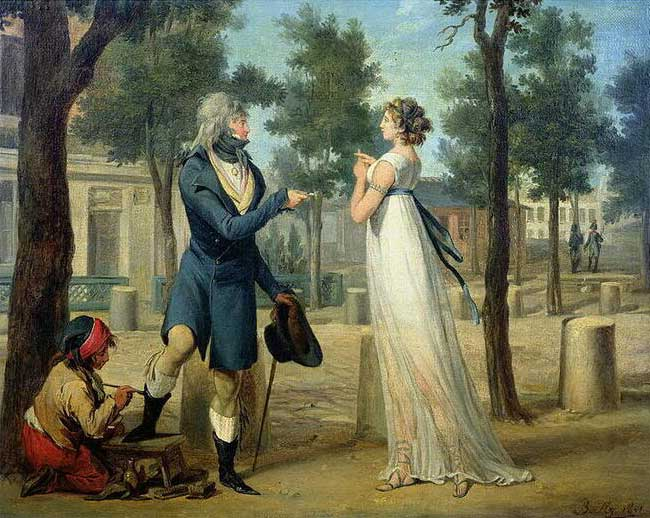
Point de convention (vers 1797), localisation inconnue[52].
Réunion d'artistes dans l'atelier d'Isabey (1798), Paris, musée du Louvre.
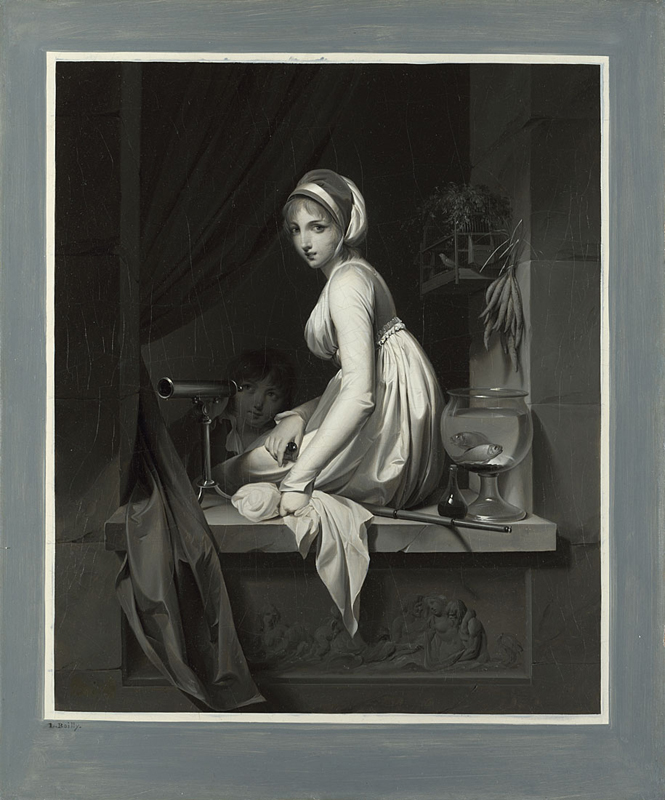
Une fille à la fenêtre (après 1799), Londres, National Gallery.
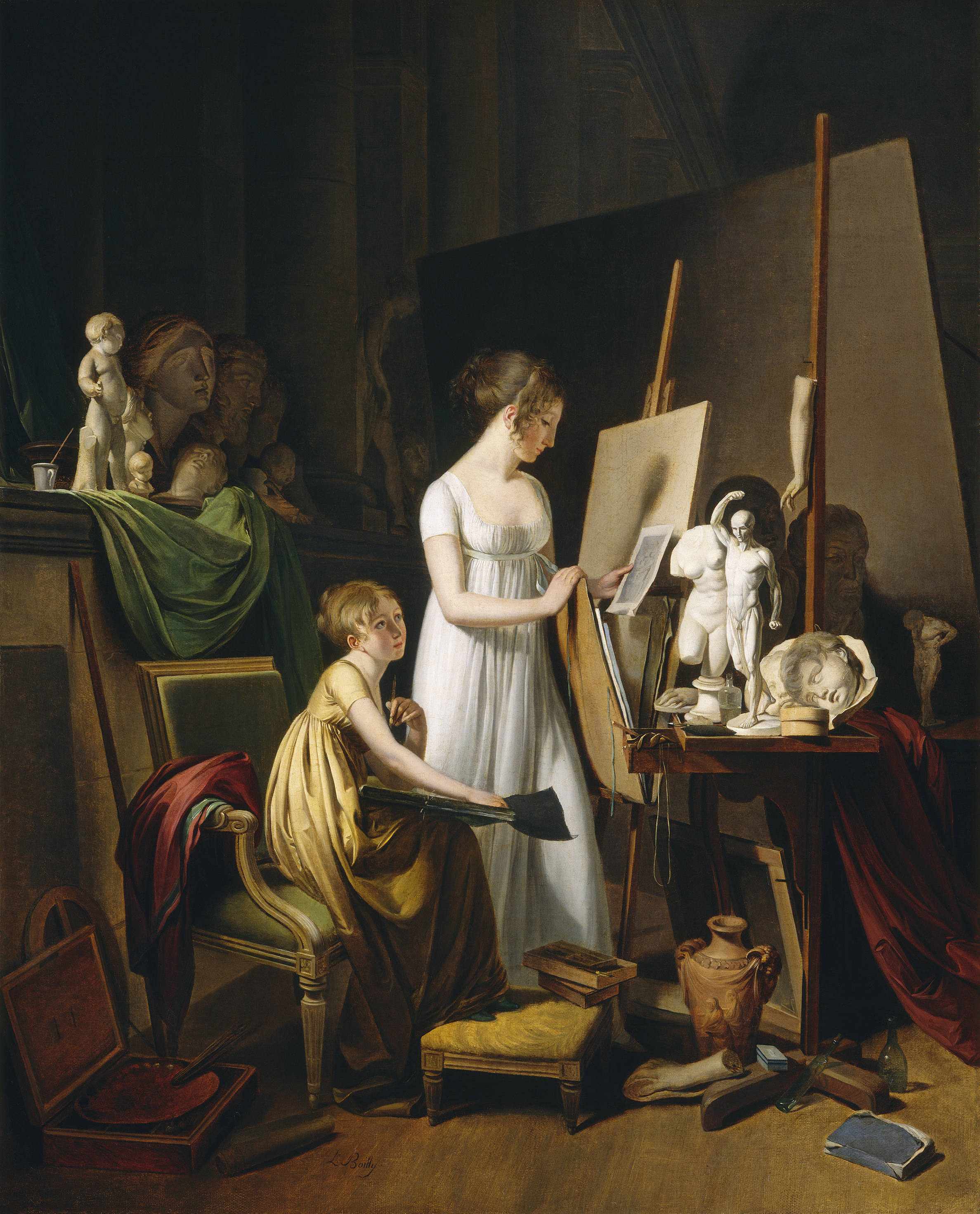
L'Atelier d'un peintre (vers 1800), Washington, National Gallery of Art.
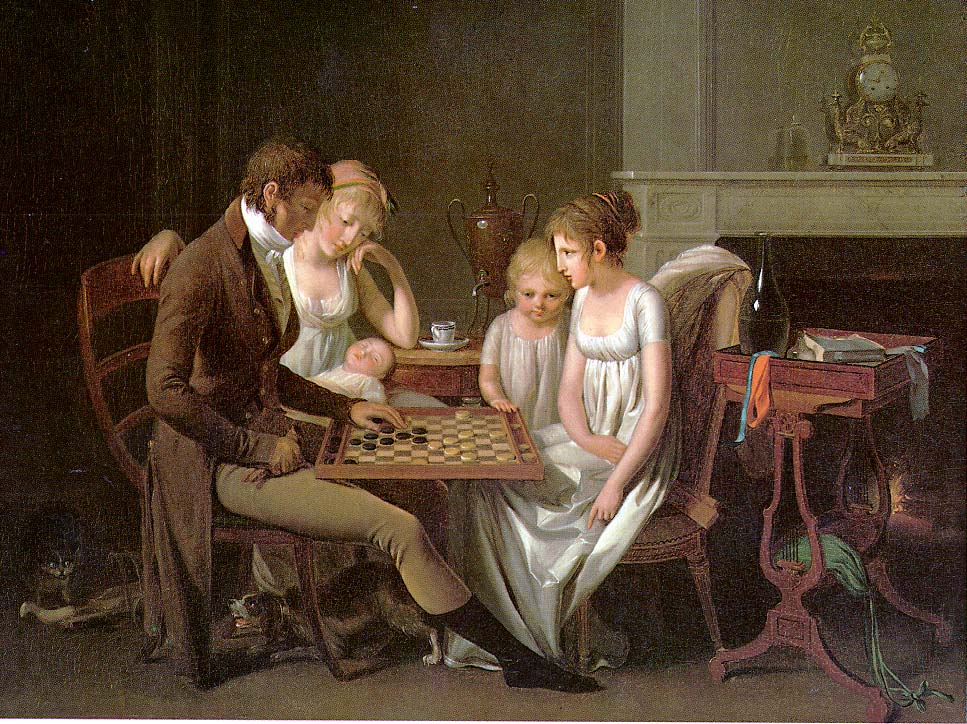
Jeu de dames (vers 1803), localisation inconnue[53].
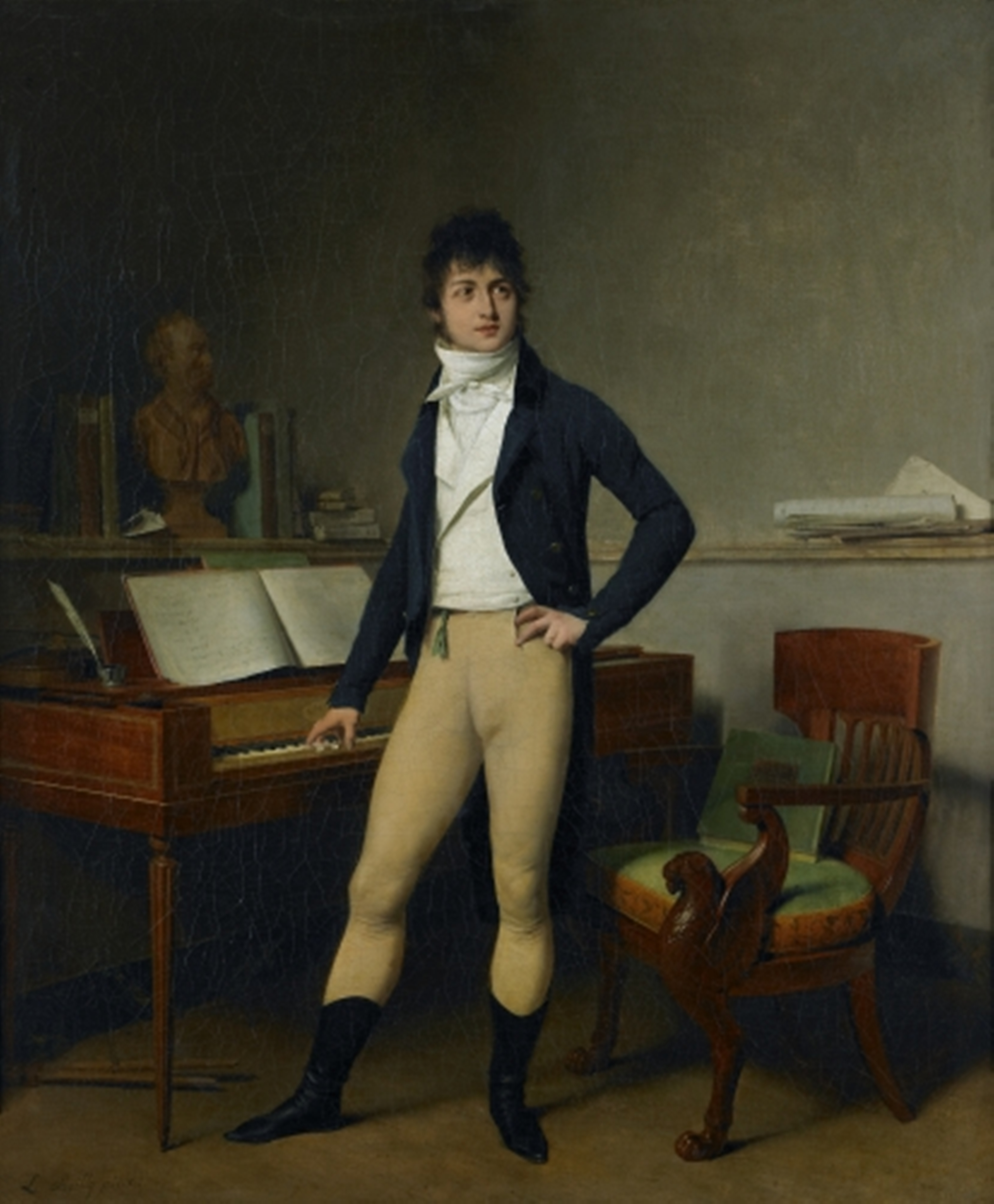
Le Compositeur François-Adrien Boieldieu au piano-forte (Salon de 1800), musée des Beaux-Arts de Rouen.
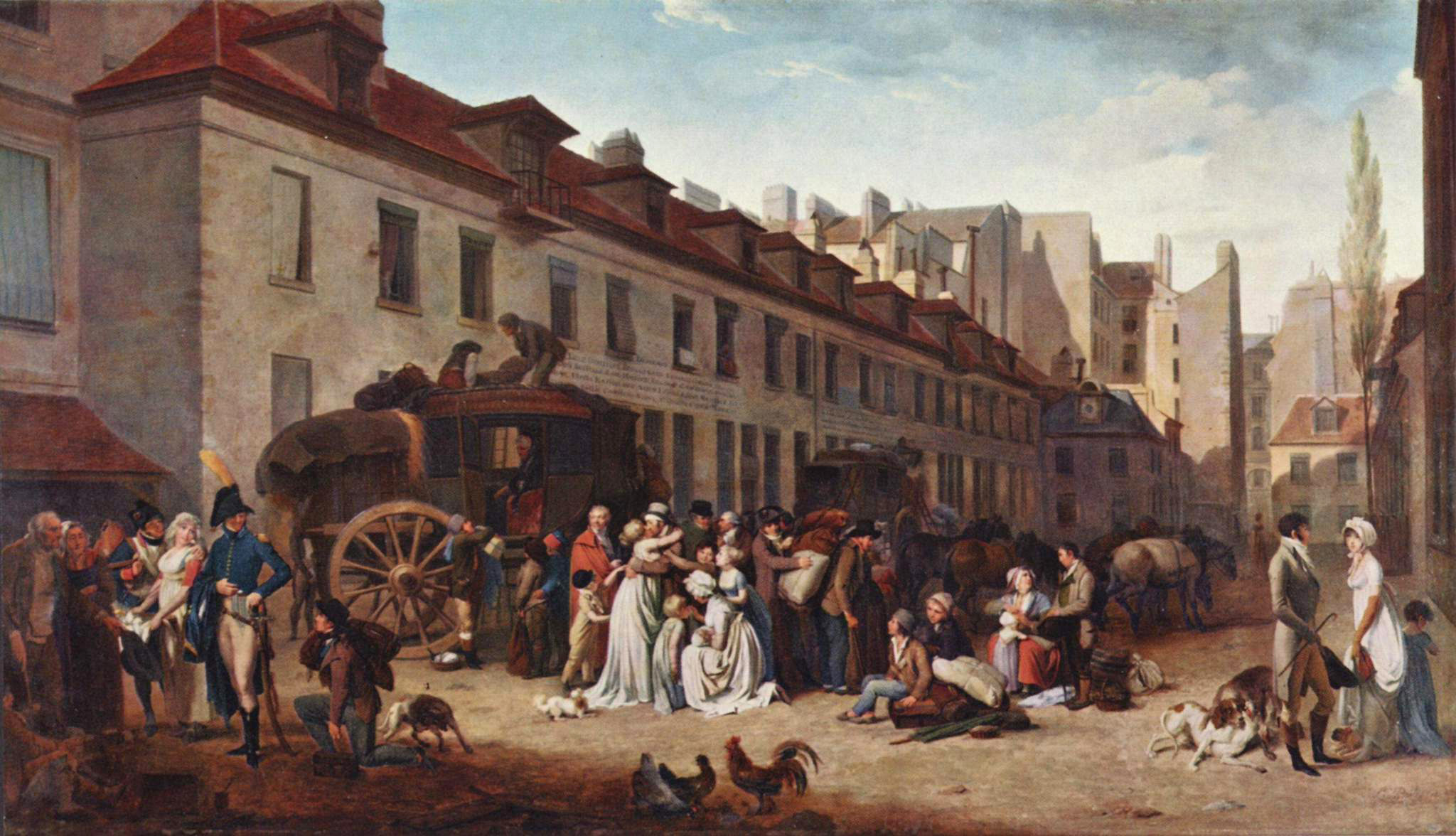
L'Arrivée d'une diligence dans la cour des Messageries (1802), Paris, musée du Louvre.
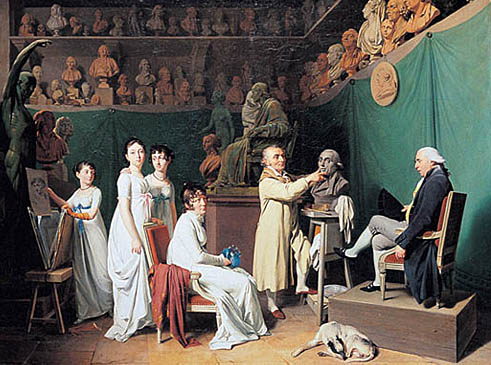
L'Atelier de Houdon (vers 1804), Paris, musée des Arts décoratifs[54].
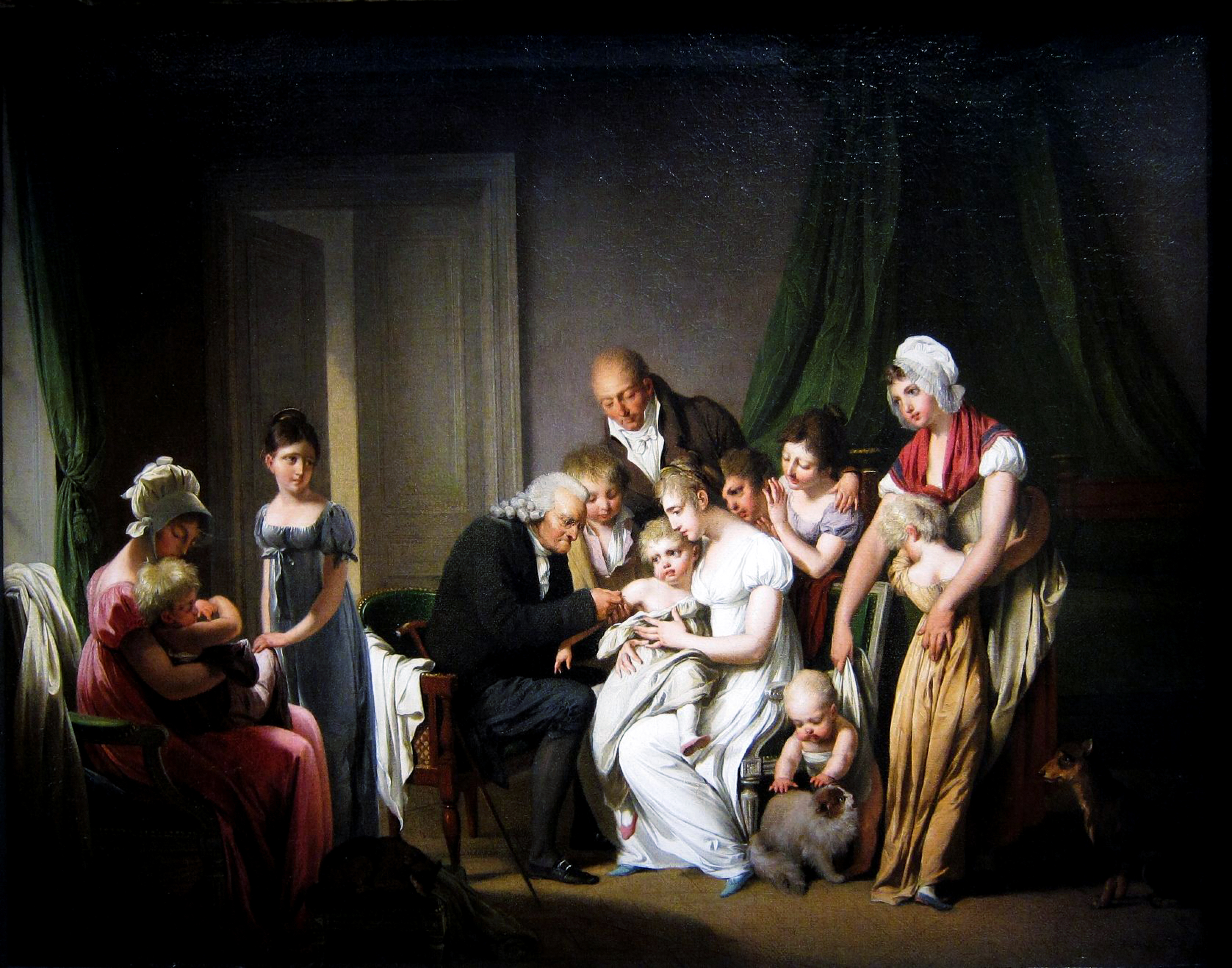
Inoculation contre la variole à Paris (1807), Londres, Wellcome Library[55].
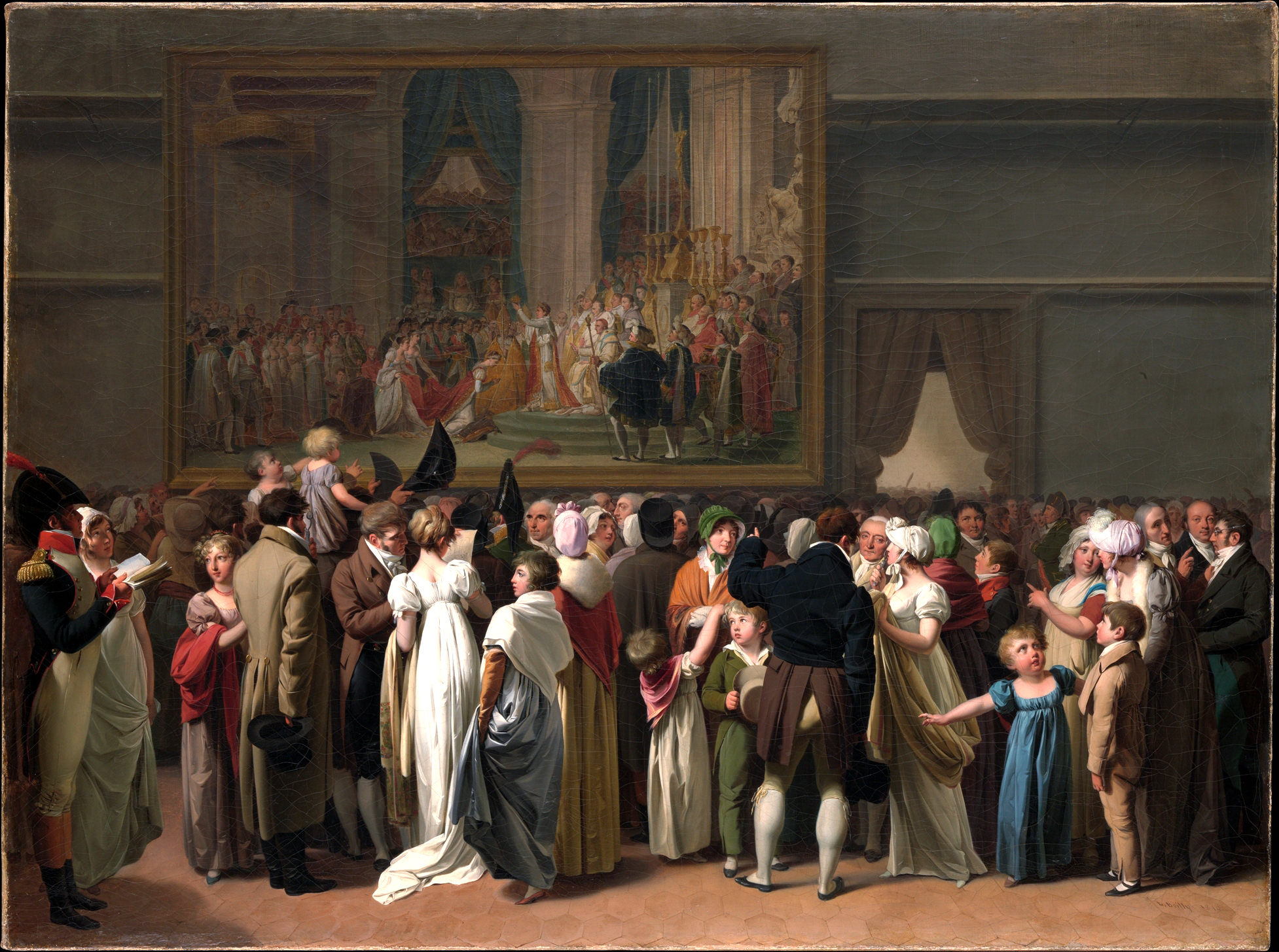
Le Public regardant le Couronnement de David au Louvre (1810), New York, Metropolitan Museum of Art.
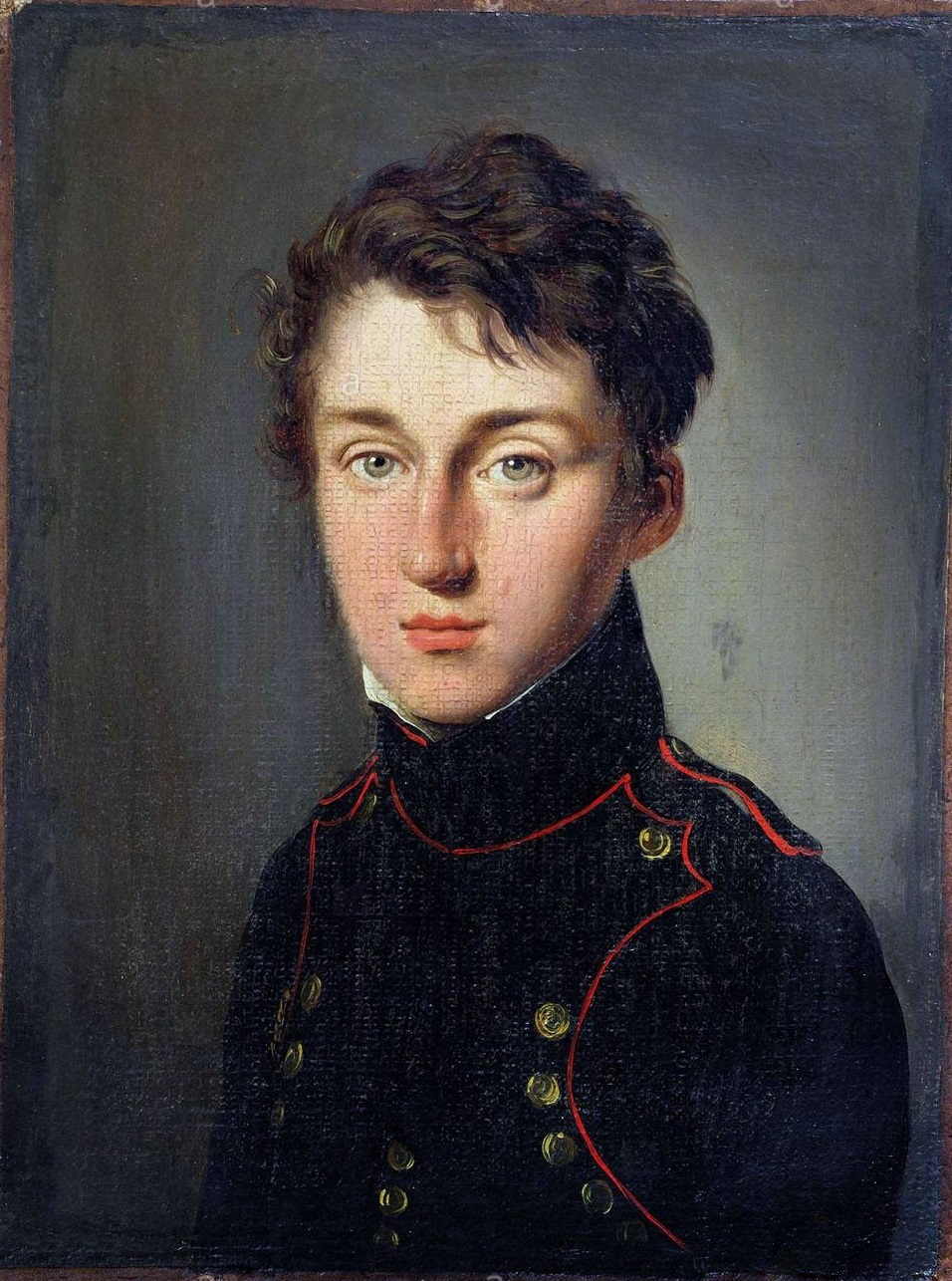
Sadi Carnot en uniforme de polytechnicien (1813), localisation inconnue.
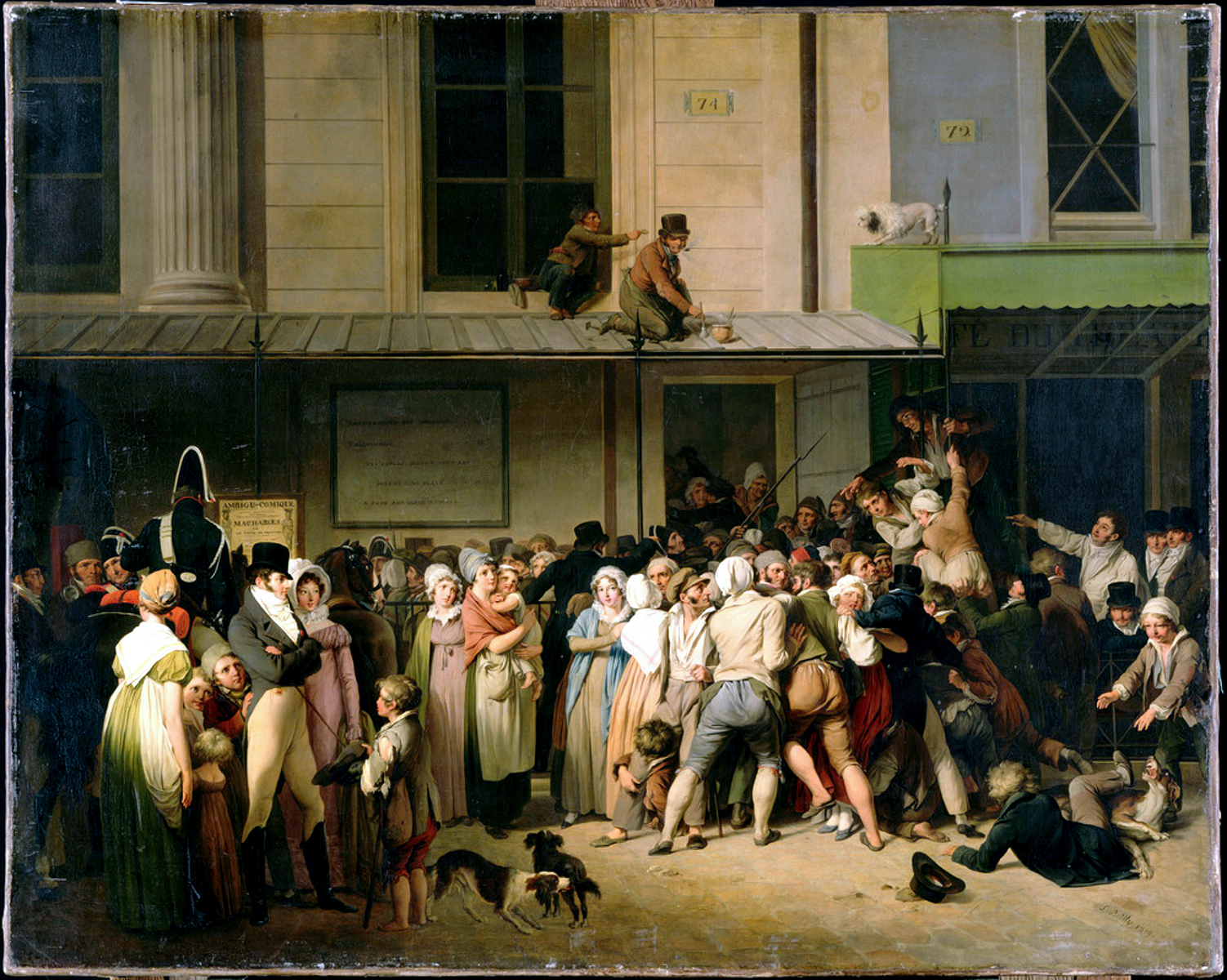
L'Entrée du théâtre de l'Ambigu-Comique à une représentation gratis (1819), Paris, musée du Louvre.
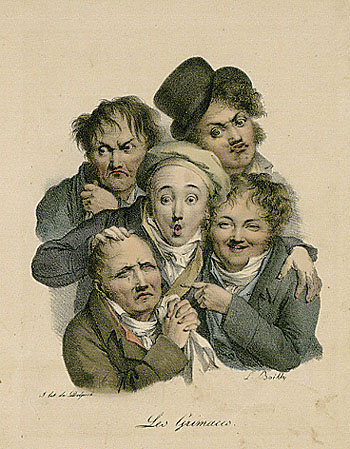
Les Grimaces (1824), lithographie[56].
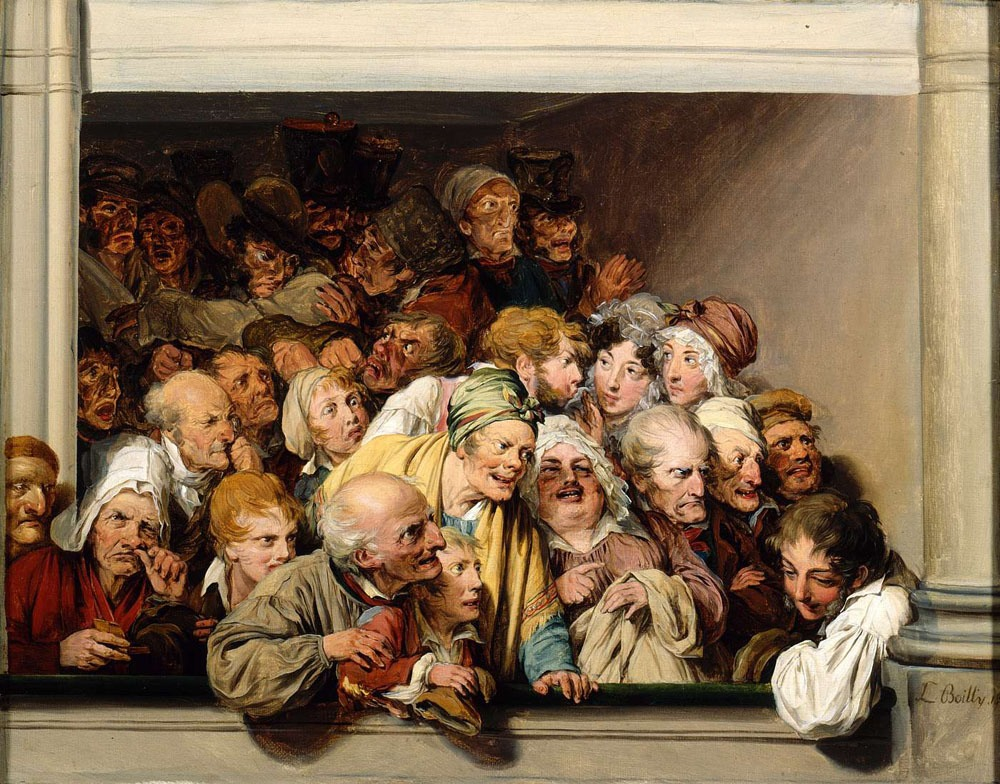
Une loge, un jour de spectacle gratuit (1830), Versailles, musée Lambinet.